# Nagori
Nagori est une race bovine indienne. Elle appartient à la sous-espèce zébuine de Bos taurus.

## Origine
Elle provient du district de Nagaur, dans l'état du Rajasthan et ne possède pas de registre généalogique racial. Vu sa morphologie il semble que cette race pourrait provenir des races voisines, géographiquement comme de conformation, hariana et kankrej

## Morphologie

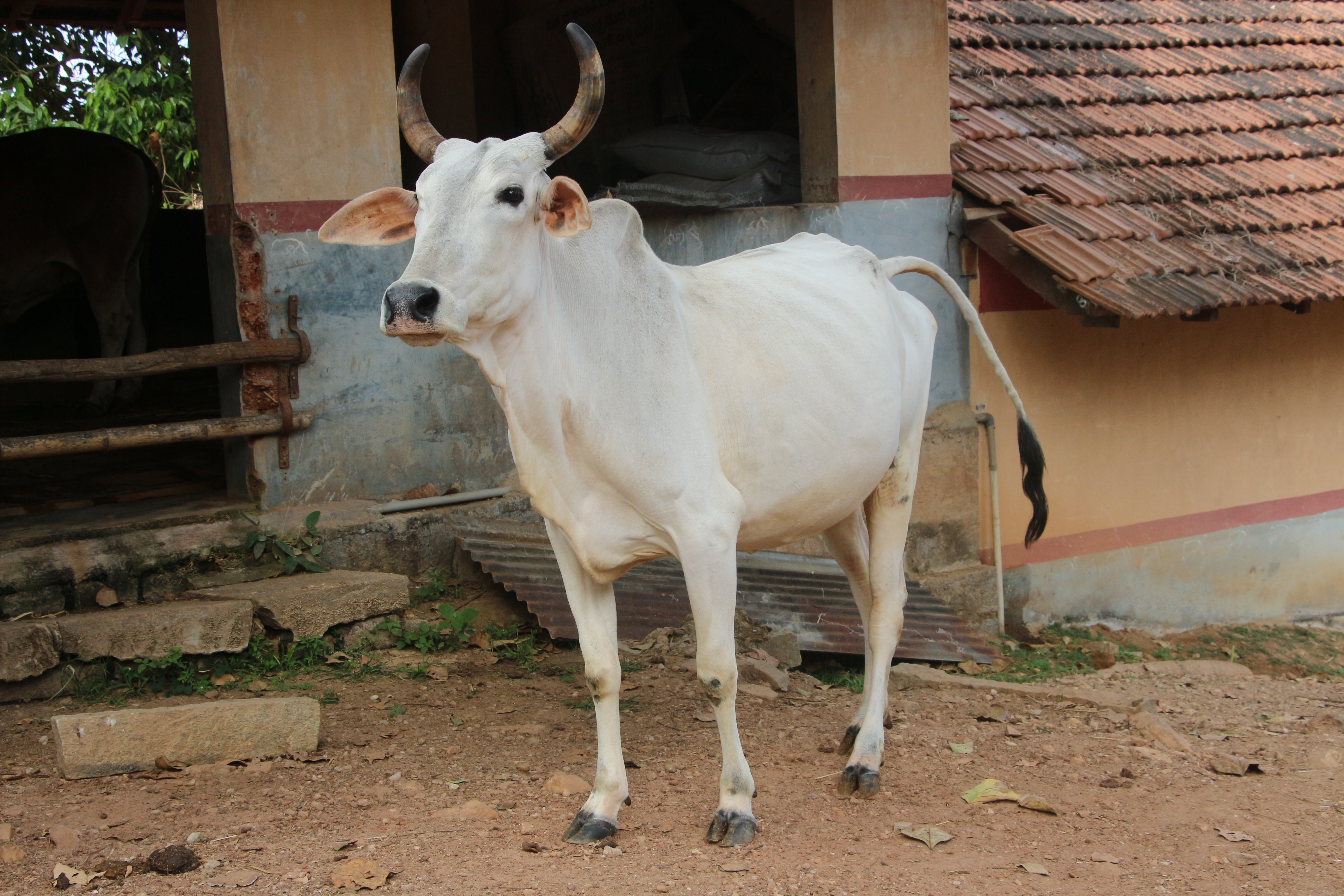
Vache nagori.

C'est une race de grande taille. La vache mesure en moyenne 124 cm pour 318 kg et le taureau 148 cm pour 363 kg.
La tête est fine, le front étroit et les arcades sourcilières marquées sur des yeux intelligents. Les cornes partent perpendiculairement au front en arc de cercle vers le haut. Le cou est fort et court et la bosse zébuine grande mais souple, penchant souvent sur le côté. Les épaules et les cuisses sont musclées, les pattes fines et les sabots durs. Elle a une apparence de légèreté et de finesse des os. Les vaches ont des mamelles rondes à longs trayons.

## Aptitudes

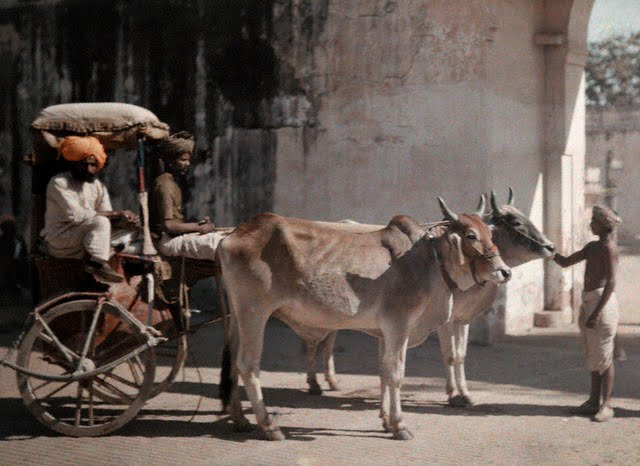
Char léger et bœufs gris à Jaipur en 1926.

C'est une race vive, agile et docile. C'est une race de trot, endurante, connue pour son travail de traction rapide avec des chariots légers. Elle est aussi apte aux travaux des champs.
La vache n'est pas réputé pour sa production laitière ; elle ne donne qu'environ 600 kg de lait sur une durée de lactation de 270 jours.

## Sources

### Note
1. ↑  La production laitière est généralement exprimée en kilogramme plutôt qu'en litre dans la littérature spécialisée.